# Spathionema kilimandscharicum
Spathionema kilimandscharicum är en ärtväxtart som beskrevs av Paul Hermann Wilhelm Taubert. Spathionema kilimandscharicum ingår i släktet Spathionema och familjen ärtväxter. Inga underarter finns listade i Catalogue of Life.